# Quetzalia pauciflora
Quetzalia pauciflora är en benvedsväxtart som beskrevs av C.L. Lundell. Quetzalia pauciflora ingår i släktet Quetzalia och familjen Celastraceae. Inga underarter finns listade.